# Sahno, Berdeansk
Sahno (în ucraineană Сахно) este un sat în așezarea urbană Andriivka din raionul Berdeansk, regiunea Zaporijjea, Ucraina.

## Demografie
Componența lingvistică a localității Sahno
     Ucraineană (64%)
     Rusă (36%)
Conform recensământului din 2001, majoritatea populației localității Sahno era vorbitoare de ucraineană (64%), existând în minoritate și vorbitori de rusă (36%).